# Jacobs Gruppe
Die Jacobs Gruppe mit Hauptsitz in Aachen ist ein deutscher Vertragshändler der Marken Volkswagen, Volkswagen Nutzfahrzeuge, Audi, Škoda, Seat und Cupra. Sie ist Teil der US-amerikanischen Penske Automotive Group und verfügt mit ca. 1.000 Mitarbeitern über 12 Standorte zwischen Aachen und Köln. Das Unternehmen ist Ausbildungsbetrieb und an Platz 3 der „Ausgezeichnete Händler in Deutschland 2019“ im Bereich Autohändler.

## Geschichte
Im Jahr 1922 gründete Adam Jacobs die Rheinische Kraftfahrzeug GmbH in der Aachener Reihstraße, die Gründung der Firma Adam Jacobs & Sohn folgte 1936 durch Heinz Jacobs. 1946 wurde der Standort in der Trierer Straße eröffnet. Die Übernahme der Fiat/Lancia PKW-Vertretung erfolgte 1966, im gleichen Jahr trat Günter Jacobs in das Unternehmen ein.
1986 übernahm das Unternehmen die Volkswagen- und Audi-Vertretung, 10 Jahre später war es der erste separate Audi Betrieb Deutschlands. Das Autohaus Piper aus Aachen Laurensberg wurde als nächster Betrieb übernommen. Im Jahr 2000 eröffnete dann das neue Audi Zentrum Aachen.
Von 2003 bis 2016 wurden weitere Autohäuser an den Standorten Aachen, Stolberg, Düren, Übach-Palenberg, Simmerath, Geilenkirchen, Alsdorf, Erkelenz, Eschweiler und im Rhein-Erft-Kreis übernommen.
2005 erfolgte die Beteiligung der Penske Automotiv Group an der Jacobs Gruppe, im Jahr 2015 hielt die Penske Automotiv Group die Mehrheitsanteile an der Jacobs Gruppe. 2017 übernahm die Jacobs Gruppe die Firma Pedrotti in Bergheim.
Als Folge der Umstrukturierung des Unternehmens im Jahr 2019 wurden die Niederlassungen Simmerath und Düren Birkesdorf verkauft, der Betrieb in Übach-Palenberg wurde geschlossen und die Niederlassung in Erkelenz wurde in einen reinen Service-Betrieb umgewandelt.
2019 erfolgte der Spatenstich für eine Service Factory für Lackier- und Karosserie-Arbeiten sowie Smart-Repair-Arbeiten auf einer Fläche von 5.000 Quadratmetern in Aachen.